# Хвилівка димчаста
Хвилівка димчаста (Penthophera morio) — вид метеликів з родини еребід (Erebidae).

## Поширення
Вид поширений в Центральній і Східній Європі — в Чехії, Словаччині, Угорщині, Румунії, Болгарії, Сербії, а також на північному сході Італії та сході Австрії. Популяції південної Баварії та західної Австрії вважаються вимерлими.
Місцями існування є вапнякові та кам'янисті долини, трав'яні насипи, випасні луки з поодинокою кущистою рослинністю.

## Опис
Самці мають розмах крил від 22 до 32 міліметрів. Існує сильний статевий диморфізм. Самці мають нормально розвинені крила, які здебільшого чорні, рідше коричневі, з тонкими волосками на зовнішніх краях. Жилки добре помітні, лусочки тонкі. В результаті крила виглядають частково пергаментними. Антени довгі подвійно гребінчасті.
Самиці мають майже повністю редуковані крила, не літають і мають пухке тіло, не схожі на типових метеликів. Їхнє тіло короткошерсте, сіро-жовтого або сіро-коричневого кольору. Передньоспинка і черевце значно більші, ніж у самців. Антени мають дуже короткі гребінчасті зубці.

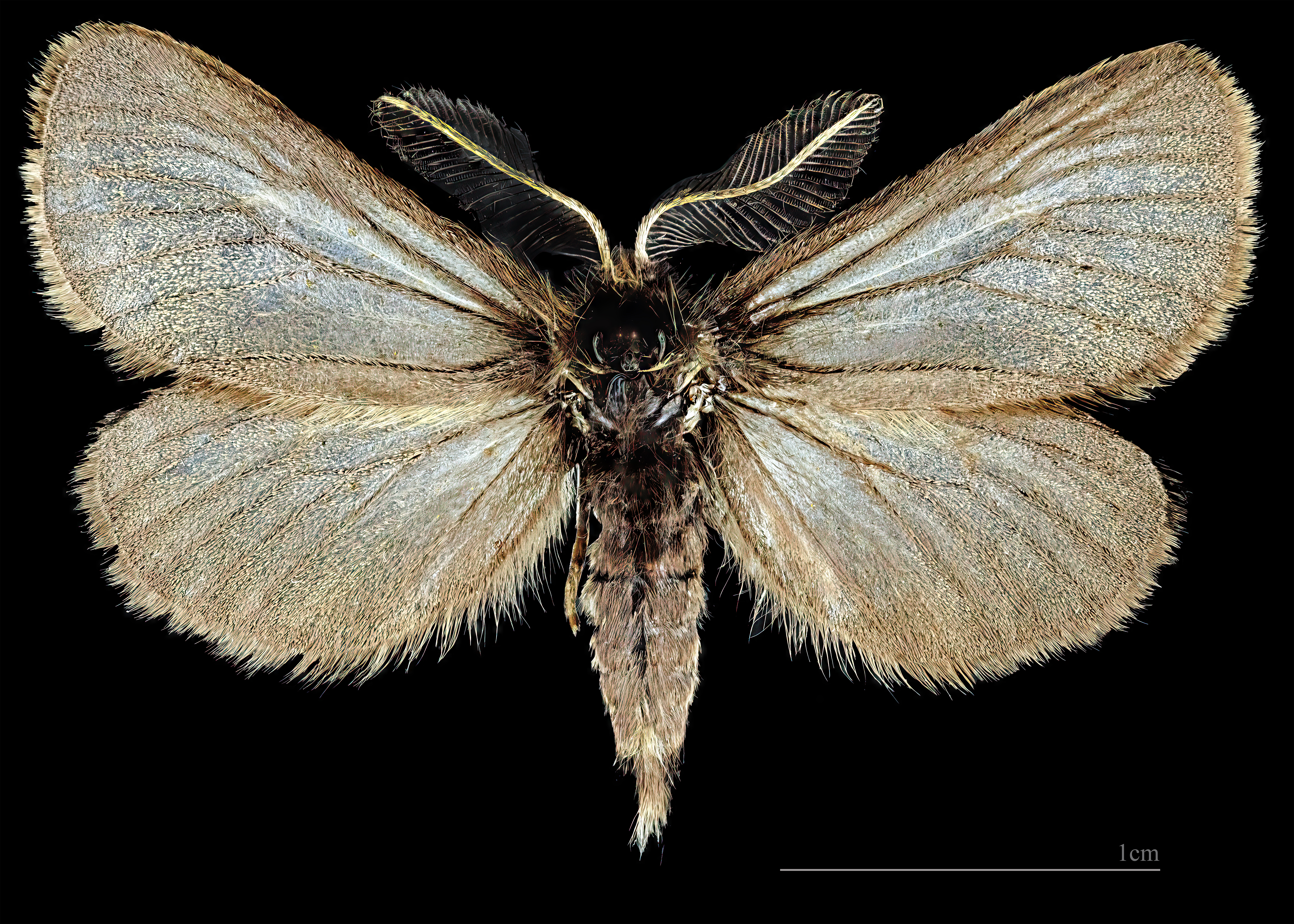
♂
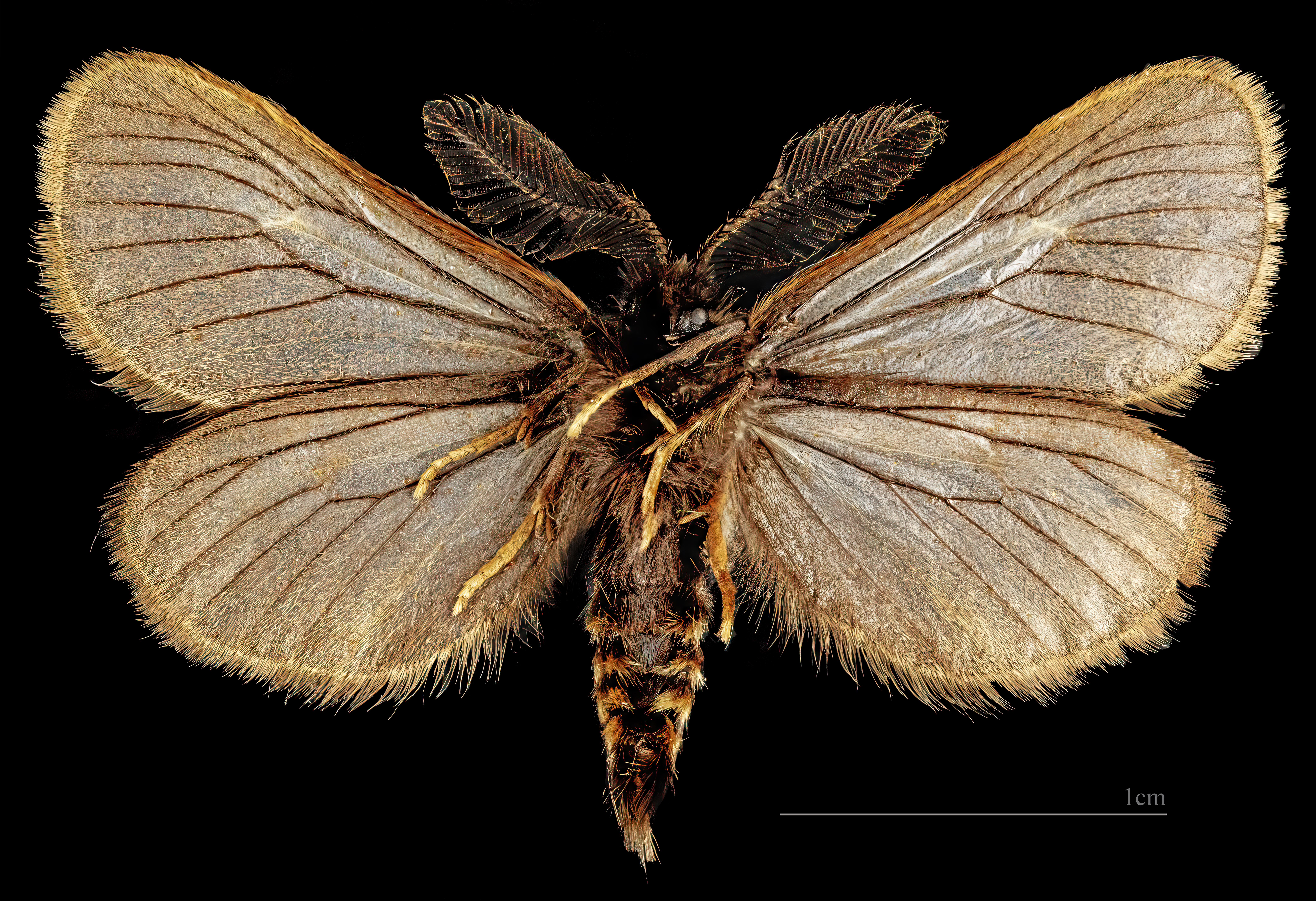
♂ △

## Спосіб життя
Самці провадять денний спосіб життя і літають по луках у пошуках самиць. Після того, як самиця виходить із кокона, вона виділяє феромони, щоб привабити самців. Після спарювання самиця відкладає яйця на стебла. Зимують гусениці. Навесні заляльковуються в тонкому тканинному коконі.
Метелики переважно літають в одному поколінні з квітня по червень. За сприятливих умов у липні та серпні локально виникає друге покоління. Більшість гусениць можна знайти з червня і після сплячки до квітня наступного року. Гусениці живляться стеблами різних видів трав.